# Force Redwan
La force al-Hajj Radwan (arabe : فوج الحاج رضوان (Fawj al-Ḥajj Raḍwān), également orthographié Redwan ou Ridwan) ou l’Unité 125 est une unité d’élite des forces d'opérations spéciales du groupe religieux islamiste paramilitaire Hezbollah. Sa mission principale est l'infiltration du territoire d'Israël, avec une attention particulière en Galilée et au nord d'Israël.
Le Hezbollah forme depuis les années 1990 des combattants des forces spéciales, qui font aujourd’hui partie de l’unité Radwan. Ils ont acquis une expérience particulière dans les raids et les tactiques de petites unités et, selon le Hezbollah, mènent « des embuscades, des assassinats ou des opérations nécessitant une infiltration profonde ».
L'unité, créée en 2008, sert de base organisationnelle et opérationnelle aux unités spécialisées du Hezbollah. Selon plusieurs sources, l’implication dans la guerre civile syrienne a conféré au Hezbollah en général, et à la force Radwan en particulier, une expérience significative sur le champ de bataille et une coordination des armes de combat à plus grande échelle. Selon le chercheur israélien Dima Adamsky, la coopération avec les forces armées régulières avancées en Syrie a permis à la force Radwan de passer d’une infanterie avancée à une force commando, capable d’obtenir des effets opérationnels et stratégiques significatifs dans une guerre contre Israël.

## Guerre à Gaza
Depuis le déclenchement de la guerre à Gaza en 2023, le Hezbollah transfère des équipes médicales et des forces importantes de la force Radwan à la frontière syro-israélienne.
Le 8 janvier 2024, dans le village de Majdel Selm, une frappe aérienne israélienne tue Wissam al-Tawil, chef adjoint au sein de la force avec un autre combattant du Hezbollah.
Le 20 septembre 2024, une frappe de l'armée de l'air israélienne cible une réunion, dans un endroit souterrain dans la banlieue sud de Beyrouth, de l'état major de la force Redwan tuant son fondateur et commandant Ibrahim Aqil, son adjoint Mahmoud Wehbé, ainsi que 14 membres de l’état-major.